# Futebol Clube da Maia
Maillots
Le Futebol Clube da Maia était un club de football portugais. Il était basé à Maia.

## Historique
Le club passe 10 saisons en Liga de Honra (deuxième division).
Il obtient son meilleur résultat en D2 lors de la saison 2000-2001, où il se classe quatrième du championnat, avec 19 victoires, 7 matchs nuls et 8 défaites. Le club évolue pour la dernière fois en D2 lors de la saison 2005-2006.
Lors de la saison 1989-1990, le FC Maia, qui évolue en Segunda divisão (D2), réussit la performance d'atteindre les quarts de finale de la Coupe du Portugal. La même chose se produit lors de la saison 1996-1997 alors que le club évolue pourtant en troisième division.
Le club joue sa dernière saison en 2007-2008 en Terceira Divisão (D4). 
À cause de gros problèmes financiers le club cesse ses activités en été 2008, et ne participera pas à la saison 2008-2009.
Depuis le déclin du FC Maia, le 20 juillet 2009, un nouveau club est créé dans la ville de Maia. Le « FC Maia Lidador ».
En 2011, le club est dissout après que la condamnation à l'insolvabilité du club ait été publiée dans Diário da República le 19 avril 2011.

## Bilan saison par saison
| Saison    | D1 | D2  | D3  | D4  | Points | Journée | V   | N   | D   | B.P. | B.C. | Diff. |
| 2008-2009 |    |     |     | ... | ...    | ...     | ... | ... | ... | ...  | ...  | ...   |
| 2007-2008 |    |     |     | 14e | 23 pts | 26      | 5   | 8   | 13  | 22   | 33   | -11   |
| 2006-2007 |    |     | 14e |     | 22 pts | 26      | 6   | 4   | 16  | 30   | 45   | -15   |
| 2005-2006 |    | 18e |     |     | 24 pts | 34      | 6   | 6   | 22  | 30   | 67   | -37   |
| 2004-2005 |    | 8e  |     |     | 49 pts | 34      | 13  | 10  | 11  | 46   | 36   | +10   |
| 2003-2004 |    | 5e  |     |     | 49 pts | 34      | 14  | 7   | 13  | 51   | 56   | -5    |
| 2002-2003 |    | 9e  |     |     | 46 pts | 34      | 12  | 10  | 12  | 51   | 51   | 0     |
| 2001-2002 |    | 9e  |     |     | 46 pts | 34      | 12  | 10  | 12  | 50   | 43   | +7    |
| 2000-2001 |    | 4e  |     |     | 64 pts | 34      | 19  | 7   | 8   | 58   | 41   | +17   |
| 1999-2000 |    | 14e |     |     | 42 pts | 34      | 11  | 9   | 14  | 35   | 44   | -9    |
| 1998-1999 |    | 10e |     |     | 46 pts | 34      | 12  | 10  | 12  | 53   | 50   | +3    |
| 1997-1998 |    | 9e  |     |     | 45 pts | 34      | 13  | 6   | 15  | 50   | 47   | +3    |
| 1996-1997 | -  | -   | -   | -   | -      | -       | -   | -   | -   | -    | -    | -     |
| 1995-1996 | -  | -   | -   | -   | -      | -       | -   | -   | -   | -    | -    | -     |
| 1994-1995 | -  | -   | -   | -   | -      | -       | -   | -   | -   | -    | -    | -     |
| 1993-1994 | -  | -   | -   | -   | -      | -       | -   | -   | -   | -    | -    | -     |
| 1992-1993 | -  | -   | -   | -   | -      | -       | -   | -   | -   | -    | -    | -     |
| 1991-1992 | -  | -   | -   | -   | -      | -       | -   | -   | -   | -    | -    | -     |
| 1990-1991 |    | 17e |     |     | 31 pts | 38      | 13  | 5   | 20  | 52   | 61   | -9    |